# Marie-Armande de La Trémoille
Titre
Princesse de Turenne
1er février 1696 – 5 mars 1717
(21 ans, 1 mois et 4 jours)
Marie-Armande-Victoire de La Trémoille, née en 1677 et morte au Grand hôtel de Bouillon le 5 mars 1717, est une aristocrate française de l'Ancien Régime. Elle est princesse de Turenne et héritière de la principauté de Poix, qui sera vendue après sa mort. Elle épouse Emmanuel-Théodose de La Tour d'Auvergne, duc de Bouillon et grand chambellan de France au service des rois Louis XIV et Louis XV. 

## Biographie
Fille de Charles Belgique Hollande de La Trémoille, duc de Thouars et de Madeleine de Blanchefort-Créquy, elle est, par sa mère, l'héritière de la principauté de Poix, qui sera vendue après sa mort.
Elle épouse le 1er février 1696 un lointain cousin Emmanuel Théodose de La Tour d'Auvergne (1668–1730), duc de Bouillon, fils de Godefroy-Maurice de La Tour d'Auvergne, duc de Bouillon (1641-1721).
Comme héritier du duché de Bouillon, son mari était titré prince de Turenne. Ils ont sept enfants :
- Armande de La Tour d'Auvergne (1697-1717) qui épouse en 1716, Louis II de Melun, duc de Joyeuse (1694-1724), sans postérité ;
- Marie-Madeleine de La Tour d'Auvergne (1698-1699)
- X (1699-1699)
- Godefroid-Maurice de La Tour d'Auvergne(1701-1705)
- Frédéric-Maurice-Casimir de La Tour d'Auvergne (1702-1723), qui épouse en 1723 Marie-Charlotte Sobieska, petite-fille de Jean III Sobieski, roi de Pologne et de Lituanie, sans postérité ;
- Marie-Hortense de La Tour d'Auvergne (1704-1725), mariée en 1725 avec Charles Armand René de La Trémoille, duc de Thouars, (1708-1741), son cousin germain, dont postérité.
- Charles Godefroy de La Tour d'Auvergne, duc de Bouillon, grand chambellan de France (1706-1771), marié en 1724 avec Marie Charlotte Sobieska, sa belle-soeur (1697-1740), petite-fille de Jean III Sobieski, roi de Pologne et de Lituanie. Dont postérité.

Elle meurt à Paris à l'Hôtel de Bouillon, paroisse Saint Roch.
Après sa mort, son époux se remariera trois fois.